# Holy Matrimony (1943)
Holy Matrimony is een Amerikaanse filmkomedie uit 1943 onder regie van John M. Stahl. Het scenario is gebaseerd op de roman Buried Alive (1908) van de Britse auteur Arnold Bennett. Destijds werd de film in Nederland uitgebracht onder de titel Baardig en waardig.

## Verhaal
De Britse schilder Priam Farll leeft als een kluizenaar op een afgelegen eiland in de Stille Zuidzee. Zijn enige gezelschap is zijn knecht Henry Leek. Wanneer Priam hoort dat koning Eduard VII hem wil ridderen, keert hij met tegenzin terug naar Londen. Tijdens de reis overlijdt Henry aan een longontsteking. Priam ziet zijn kans schoon om alle persaandacht te ontlopen en geeft zich uit voor zijn knecht. Dan duikt Alice Chalice op met een brief waarin Henry haar ten huwelijk vraagt.

## Rolverdeling
| Acteur            | Personage           |
| ----------------- | ------------------- |
| Monty Woolley     | Priam Farll         |
| Gracie Fields     | Alice Chalice       |
| Laird Cregar      | Clive Oxford        |
| Una O'Connor      | Sarah Leek          |
| Alan Mowbray      | Mijnheer Pennington |
| Melville Cooper   | Dokter Caswell      |
| Franklin Pangborn | Duncan Farll        |
| Ethel Griffies    | Lady Vale           |
| Eric Blore        | Henry Leek          |
| George Zucco      | Mijnheer Crepitude  |
| Fritz Feld        | Criticus            |

## Prijzen en nominaties
| Jaar | Prijs  | Categorie               | Genomineerde(n)  | Uitslag     |
| ---- | ------ | ----------------------- | ---------------- | ----------- |
| 1943 | Oscars | Beste bewerkte scenario | Nunnally Johnson | Genomineerd |